# ルシール・ベンソン
ルシール・ベンソン（Lucille Benson,  1914年7月17日 - 1984年2月17日）は、アメリカ合衆国の女優である。

## 来歴
1914年、アラバマ州のスコッツボロに生まれる。幼いころに母親を結核で亡くしたことから、養子として育てられ、ノースウェスタン大学で演劇を学んだ後、1930代には短期間ではあるが教師としてニューヨークで教壇に立っていた。その後、女優としてのキャリアをスタートさせ、ブロードウェイ舞台で女優デビュー。しばらくは舞台で活動を続けてキャリアを重ねた後、活動の場をハリウッドへ移し1960年にマーロン・ブランド主演の『蛇皮の服を着た男』で映画デビューを果たす。それ以降は、テレビドラマや映画などにコンスタントに出演し、初期の頃のスティーヴン・スピルバーグが監督を務めた『激突!』と『1941』にも出演した。テレビドラマでは、『Bosom Buddies』などへの出演でも知られている。

### 死去
1984年、生まれ故郷であるアラバマ州のスコッツボロで、肝細胞癌のため死去。69歳だった。

## 出演作品
- 蛇皮の服を着た男 The Fugitive Kind (1960)
- WUSA (1970)
- お前と俺 Little Fauss and Big Halsy (1970)
- 大脱出 Escape (1970) ※テレビ映画
- 激突! Duel (1971) ※テレビ映画
- Cactus in the Snow (1971)
- 女囚の群れ／残酷刑務所の隠された秘密 Women in Chains (1972) ※テレビ映画
- 女弁護士ジェシー／逆転の最終弁論 Heat of Anger (1972) ※テレビ映画
- スローターハウス5 Slaughterhouse-Five (1972)
- Private Parts (1972)
- The Devil's Daughter (1973) ※テレビ映画
- トム・ソーヤーの冒険 Tom Sawyer (1973)
- ロス警察25時 The Blue Knight (1973)
- Message to My Daughter (1973) ※テレビ映画
- メイム Mame (1974)
- ハックルベリーの冒険 Huckleberry Finn (1974)
- 地球の崩れる日／砂漠を襲う大地震 The Day the Earth Moved (1974) ※テレビ映画
- Reflections of Murder (1974)
- 冷血の女寄宿人／裏切り Betrayal (1974) ※テレビ映画
- The Runaway Barge (1975) ※テレビ映画
- 決裂への道／トルーマン対マッカーサー Collision Course: Truman vs. MacArthur (1976) ※テレビ映画
- 続・明日に向って撃て! Wanted: The Sundance Woman (1976) ※テレビ映画
- 大陸横断超特急 Silver Streak (1976)
- The Strange Possession of Mrs. Oliver (1977) ※テレビ映画
- The Greatest (1977)
- マイ・ベビー Black Market Baby (1977) ※テレビ映画
- Bunco (1977)
- 名犬ラッシー／ロッキーを越えて Lassie: A New Beginning (1978) ※テレビ映画
- チャールストン Charleston (1979) ※テレビ映画
- Murder in Music City (1979) ※テレビ映画
- Ebony, Ivory and Jade (1979) ※テレビ映画
- 1941 1941 (1979)
- エイミー Amy (1981)
- ブギーマン Boogeyman (1981)
- When Your Lover Leaves (1983)

### テレビドラマ
- East Side/West Side (1964)
- 探偵キャノン Cannon (1971)
- 保安官サム・ケイド Cade's County (1971)
- ボナンザ Bonanza (1972)
- マニックス Mannix (1972, 1974)
- Apple's Way (1974)
- ペーパームーン Paper Moon (1974)
- 弁護士ペトロチェリー Petrocelli (1974, 1976)
- ハートビートで追いかけて Three for the Road (1975)
- 女刑事ペパー Police Woman (1976)
- わが家は11人 The Waltons (1976)
- The Cop and the Kid (1976)
- ジグソー・ジョン Jigsaw John (1976)
- ナッシュビル99 Nashville 99 (1977)
- コードR Code R (1977)
- ワンダーウーマン Wonder Woman (1978)
- Eight Is Enough (1978)
- 西部開拓史 How the West Was Won (1978, 1979)
- ディズニーランド Disneyland (1978, 1982)
- タイム・エクスプレス Time Express (1979)
- コンクリート・カウボーイ Concrete Cowboys (1979)
- Dr.トラッパー/サンフランシスコ病院 Trapper John, M.D. (1979)
- The Ropers (1979, 1980)
- 大草原の小さな家 Little House on the Prairie (1980)
- 爆発!デューク The Dukes of Hazzard (1980)
- Bosom Buddies (1980 - 1981)
- ネロ・ウルフ Nero Wolfe (1981)
- ラブ・ボート The Love Boat (1981)
- サイモン&サイモン Simon & Simon (1982)
- 生け捕りにして戻れ Bring 'Em Back Alive (1982)
- アリス Alice (1982, 1983)